# Thorgeir Thorkelsson

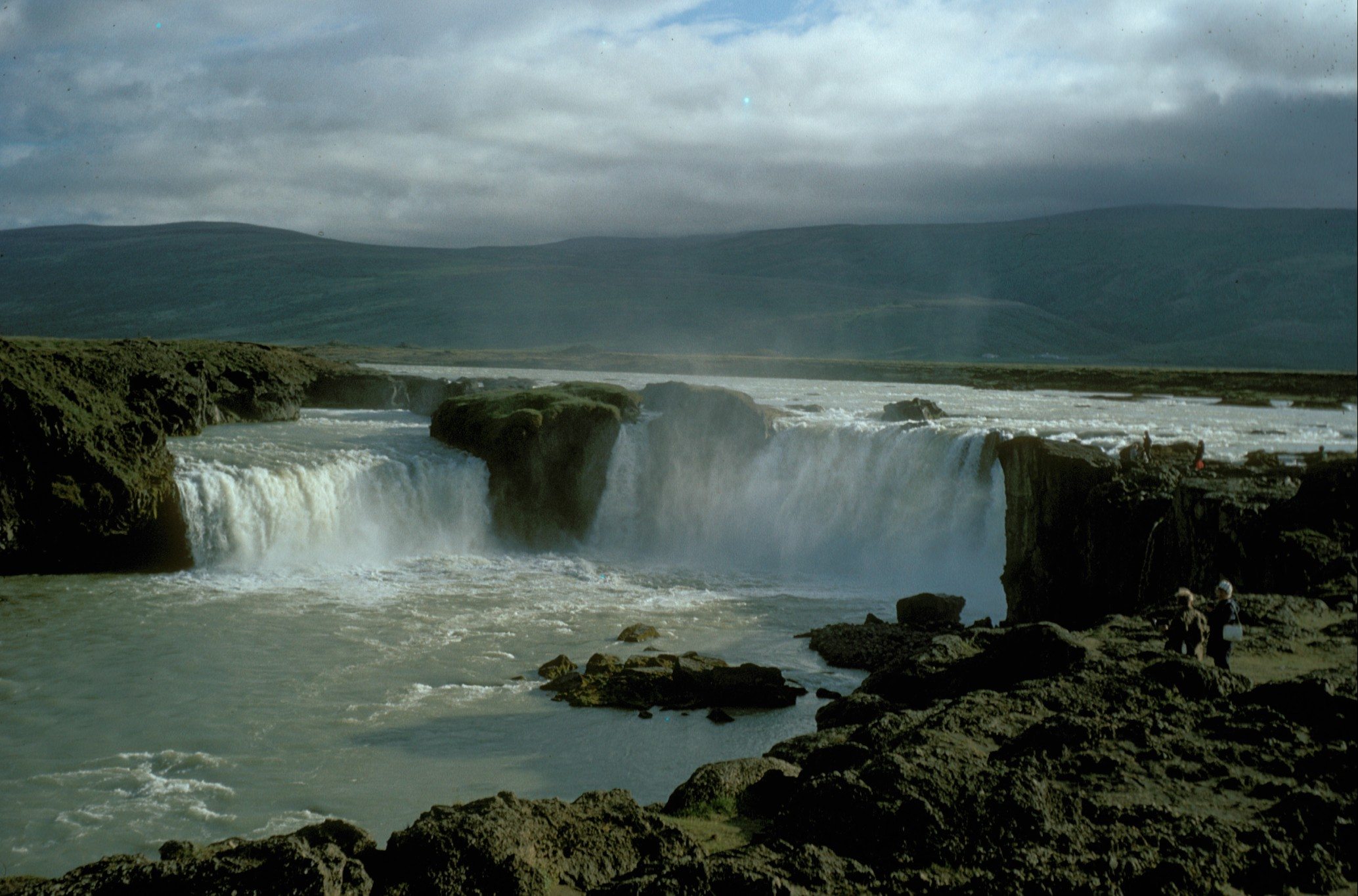
A Catarata de Godafoss
onde Thorgeir Thorkelsson atirou as estatuetas pagãs

Thorgeir Thorkelsson (islandês: Þorgeir Þorkelsson ou Þorgeir Ljósvetningagoði Þorkelsson; n. 940) foi um chefe de clã (godi) de Ljosavatn e homem de leis islandês (legífero) entre 981 e 1005, conhecido por estar na origem da cristianização da Islândia por volta do ano 1000.
Durante uma reunião da assembleia popular (Althingi), os participantes ficaram divididos em duas fações, perante a questão de adotar o cristianismo como religião da Islândia. Segundo a tradição, Torgeir Torkelsson - o homem de leis da dita assembleia – ofereceu-se para resolver esta espinhosa questão. Recolheu à sua tenda, e passou a noite debaixo de uma pele de animal. No outro dia, regressou à assembleia e convenceu os participantes a prometerem seguir a indicação que ele ia dar. A decisão tomada foi de que todos adotariam a religião cristã, abandonando a religão pagã, que todavia poderiam praticar em privado. Em seguida, foram todos batizados. No regresso a casa, Thorgeir atirou as suas estatuetas pagãs nas águas de um catarata, que recebeu o nome de Godafoss (Catarata dos Deuses).
A história de Thorgeir Thorkelsson está conservada no Íslendingabók de Ari, o Sábio.